# ППО малої дальності

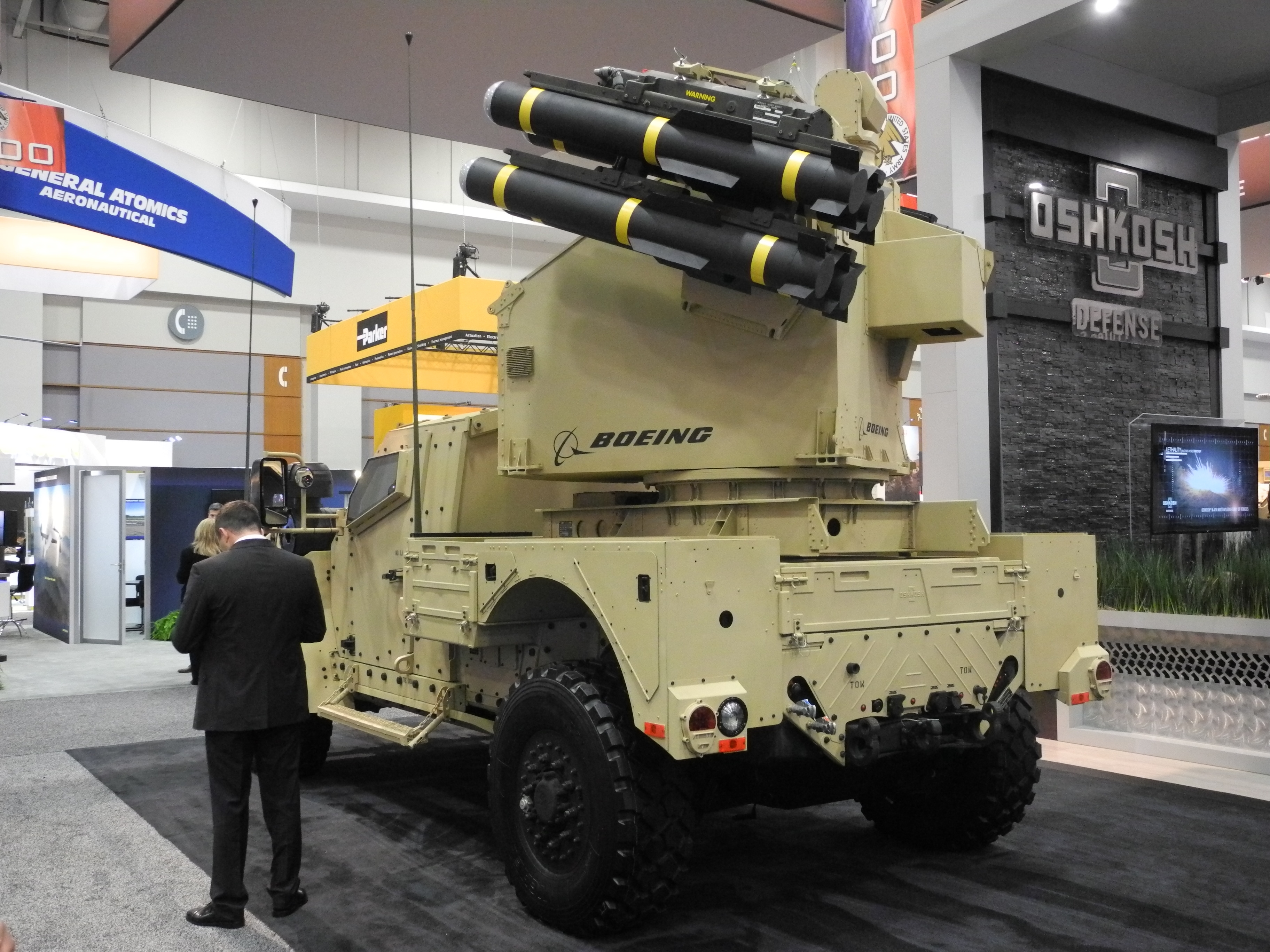
На AUSA 2017, варіант JLTV Utility, з вмонтованою пусковою установкою Boeing SHORAD

Протиповітряна оборона малого радіусу дії (англ. Short range air defense) (SHORAD) — це група протиповітряної зброї та тактики, які пов’язані з захистом від повітряних загроз на малих висотах, насамперед від гелікоптерів і низьколітаючих літаків, таких як A-10 або Су-25. SHORAD і його доповнення, HIMAD (високо-середня протиповітряна оборона) і THAAD (термінальна висотна районна оборона) поділяють протиповітряний захист бойового простору на куполи відповідальності на основі висоти та дальності оборонної зброї.

## Канада
Командування сухопутних сил збройних сил Канади використовувало протитанкову систему протитанкової оборони (ADATS) на базі M113A2 до її зняття з експлуатації в 2012 році. ADATS — це повністю автономна система в безпілотній турелі з FLIR (Forward-Looking Infrared) і телевізійними датчиками, лазерним далекоміром і цілевказівником, пошуковим радаром. ADATS, що складається з восьми ракет, може знайти та вразити численні загрози за кілька секунд. Крім того, в канадській армії розвідувальна машина Coyote і LAV III оснащені протиповітряними вежами, які здатні знищувати атакуючі літаки. Вони мають радіус дії 2400 метрів. Після відкликання ADATS компанія Rheinmetall Canada створила AMADS (Advanced Man-portable Air Defense System), який служить тренажером ППО малої дальності для канадської армії.

## Індія

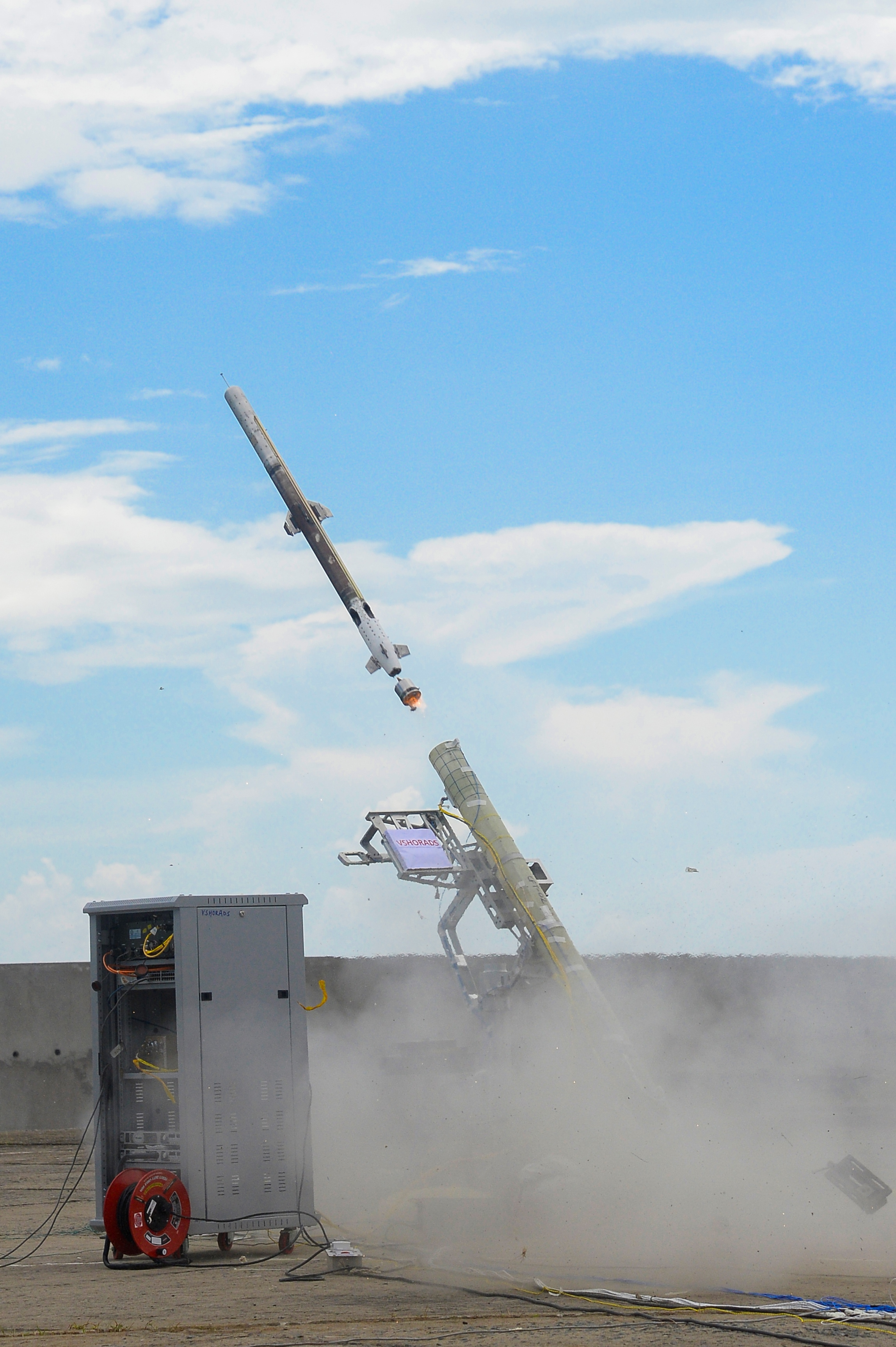
Перше в Індії випробування пускової установки VSHORADS і ракети

Індія почала тестування місцевої системи VSHORAD. Багато випробувань було проведено успішно. Ракета використовує подвійні двигуни тяги і призначена для ураження низько літаючих цілей.

## Сполучені Штати
В армії Сполучених Штатів артилерійські дивізіони протиповітряної оборони «Авенджер» будуть приписані до театру чи корпусу та можуть приєднувати взводи протиповітряної оборони до бригадної бойової групи або маневреного батальйону. Підрозділи SHORAD базуються на навісній платформі AN/TWQ-1 Avenger, яка використовує вісім ракет FIM-92 Stinger у поєднанні з FLIR, лазерним далекоміром і кулеметом M3P калібру 50 для захисту зблизька.
Армія також замовила платформу Stryker SHORAD, оснащену чотирма ракетами Stinger і двома AGM-114L Longbow Hellfire, 30-мм ланцюговою гарматою M230, кулеметом M240 калібру 7,62 і радіолокаційною системою огляду на 360 градусів. Перші машини були поставлені в 2021 році, а до 2025 року буде розгорнуто 144 машини.
У Корпусі морської піхоти Сполучених Штатів існує лише два батальйони протиповітряної оборони на низькій висоті (LAAD). : 2-й маловисотний батальйон протиповітряної оборони та 3-й маловисотний батальйон протиповітряної оборони.

## Норвегія
Норвезька армія замовила «Мобільну наземну систему протиповітряної оборони» на основі NASAMS 3, яка включає повітряно-мобільні пускові установки Humvee, здатні запускати ракети AIM-9X Sidewinder, і гусеничні пускові установки для ракет IRIS-T SLS.

## Швеція
Армія Швеції замовила системи LVRBS 98 на базі броньованої машини BvS 10 All Terrain Armored Vehicle, оснащеної чотирма ракетами IRIS-T SLS.